# 1749 w muzyce
Wydarzenia muzyczne w 1749 roku.

## Dzieła
- Charles Wesley Soldiers of Christ, Arise (hymn)
- Georg Friedrich Händel Solomon (oratorium)
- Georg Friedrich Händel Judas Maccabaeus (oratorium)
- Georg Friedrich Händel „Muzyka ogni sztucznych” (Royal Fireworks)

## Dzieła operowe
- Baldassare Galuppi – L'Arcadia in Brenta, pierwsza opera buffa
- Jean-Joseph de Mondonville – Le carnaval du Parnasse
- José Nebra – El mágico Apolonio

## Urodzili się
- 22 lutego – Johann Nikolaus Forkel, niemiecki muzykolog i kompozytor (zm. 1818)
- 23 lutego – Gertrud Elisabeth Mara, niemiecka śpiewaczka operowa (sopran) (zm. 1833)
- 15 czerwca – Georg Joseph Vogler, niemiecki kompozytor, organista i pedagog (zm. 1814)
- 4 października – Jean-Louis Duport, francuski wiolonczelista (zm. 1819)
- 8 października – Rosalie Levasseur, francuska śpiewaczka operowa (sopran) (zm. 1826)
- 10 listopada – Maciej Radziwiłł, polski kompozytor, polityk (zm. 1800)
- 17 grudnia – Domenico Cimarosa, włoski kompozytor epoki klasycyzmu (zm. 1801)
- 30 grudnia – Antonín Kraft, czeski kompozytor i wiolonczelista (zm. 1820)

## Zmarli
- 7 lutego – André Cardinal Destouches, francuski kompozytor (ur. 1672)
- 26 października – Louis-Nicolas Clérambault, francuski kompozytor i organista (ur. 1676)
- 27 listopada – Gottfried Heinrich Stölzel, niemiecki kompozytor i teoretyk muzyki (ur. 1690)
- 19 grudnia – Francesco Antonio Bonporti, włoski ksiądz i kompozytor (ur. 1672)